# Johannes Sturm (Beamter)
Carl Johannes Sturm (* 1. März 1856 in Freiberg; † April 1929 in Mühlsdorf) war ein deutscher Ministerialrat und langjähriger Abteilungschef im sächsischen Kriegsministerium.

## Leben
Carl Johannes Sturm war Sohn des Pastors an der St.-Nicolai-Kirche in Freiberg, Carl Ernst Moritz Sturm (* 1808), und besuchte das dortige Gymnasium. Sturm war ab dem 1. April 1879 Einjährig-Freiwilliger beim Infanterie-Regiment „König Ludwig III. von Bayern“ (3. Königlich Sächsisches) Nr. 102 der sächsischen Armee. Er wurde nachfolgend ab dem 1. April 1880 in Gerichts- und Staatsanwaltschaftsdiensten beschäftigt, wonach er als Referendar bei der Staatsanwaltschaft des Landgerichts Freiberg wirkte und 1885 den Charakter als Kanzleirat in der V. Klasse der Hofrangordnung erhielt. Er wurde am 1. Februar 1887 Militärbeamter bei den Gerichtsbehörden der sächsischen Armee.
Sturm wurde am 13. Januar 1891 zum Divisions-Auditeur ernannt und diente in dieser Position bei der 32. Division (3. Königlich Sächsische). Bei der Landwehr diente er zudem als Hauptmann der Landwehr-Infanterie beim 2. Aufgebot des Landwehr-Bezirk Dresden-Altstadt. Am 1. Mai 1896 wurde er zum Kriegsrat ernannt und in den folgenden Jahren in die Abteilung für Justiz- und Invalidenangelegenheiten unter dem Geheimen Kriegsrat Huth versetzt. Nach weiterer Beförderung zum Geheimen Kriegsrat am 1. April 1900 übernahm er am 1. Oktober des Jahres diese Abteilung und leitete sie die nächsten Jahre über, wonach seine Abteilung in die Justiz- und Versorgungsabteilung umbenannt wurde. Im September 1906 wurde er mit dem preußischen Kronenorden II. Klasse ausgezeichnet. Am 24. Dezember 1908 erfolgte seine Beförderung zum Wirklich Geheimen Kriegsrat. Über den Ersten Weltkrieg blieb er als Abteilungschef im Kriegsministerium. Er wurde im Mai 1917 mit dem Komturkreuz I. Klasse des Albrechtsordens ausgezeichnet.
Nach Kriegsende und Aufhebung der Justizabteilung behielt er noch die Leitung der Pensionsabteilung, die die Pensions- und Versorgungsangelegenheiten der Berufsoffiziere und Berufsbeamten einschließlich deren Hinterbliebenen der ehemaligen sächsischen Armee bearbeitete. Am 1. Januar 1921 war er Leiter der Pensionsabteilung Sachsen im Reichsministerium des Inneren und trat innerhalb dieser Eigenschaft am 30. Juni 1921 in den Ruhestand. Am 16. September 1890 heiratete er in Dresden  	
Maria Theresia Jähnichen. Ferner war er wohl auch mit Clara Diesel verheiratet. Aus der Ehe entstanden ein Sohn und mehrere Töchter. Der Sohn Hans Theodor starb im April 1918 als Oberleutnant und Kommandant eines Flugzeuges im Felde.